# László Nemes
László Nemes (nascut com Nemes Jeles László, el 18 de febrer de 1977) és un escriptor i director de cinema hongarès. El 2015, el seu primer llargmetratge El fill de Saúl va obtenir el Gran Premi del Jurat al Festival de Cannes i l'Óscar a la millor pel·lícula de parla no anglesa, entre d'altres.

## Trajectòria
Nemes va néixer a Budapest, però va créixer a París. La família de la seva mare va desaparèixer en els camps nazis. És fill del director de cinema András Jeles, i des de molt jove es va interessar pel món dels cinema, i va començar a rodar pel·lícules a casa seva.
Després d'estudiar Història, relacions internacionals i escriptura per al cinema, Nemes va ser assistent del destacat director de cinema Béla Tarr.
Va rodar uns quants curts, de certa difusió i als 38 anys, va rodar la seva primera pel·lícula amb gran èxit, El fill de Saúl, que ha merescut un llibret del respectat crític Georges Didi-Huberman: Sortir du noir, Minuit, 2015.
A El fill de Saúl Nemes inventa la història d'un destacat "sonderkommando", que s'hauria rebel·lat contra les SS, el 7 d'octubre de 1944.

## Cinematografia

### Llargmetratges
- Saul fia (2015)
- Napszállta (2018)

### Curts
- Arribades (1999) (15 minuts, 16mm) (USA)
- The Matter with Baby Shoes (2006) (13 minuts, vídeo) (USA)
- Amb una mica de paciència (2007) (14 minuts, 35mm) (Hongria)
- Una trobada a Red Rock Hill (2006) (5 minuts, 16mm) (USA)

## Reconeixements
- 2007 - Hungarian Society of Cinematographers - (curt)
- 2007 - Hungarian Film Week (curt)
- 2007 - Festival Internacional de Bilbao (Documentals)
- 2008 - Angers Premiers Plans (curt europeu)
- 2008 - Athens International Film & Video Festival
- 2008 - Mediawave International Film Festival: Millor Cinematografia
- 2008 - Indie Lisboa International Film Festival (curt)
- 2010 - Next International Film Festival Bucarest
- 2015 - Golden Globe for Best Foreign Language Film
- 2015 - Grand Prix de Cannes